# جزر حبشي
جزر حبشي (الاسم العلمي:Daucus abyssinicus) هو نوع غير مؤكد من النباتات يتبع جنس الجزر من الفصيلة الخيمية.